# Sní pizzaboti o elektrických kytarách?
Sní pizzaboti o elektrických kytarách? (v anglickém originále Do Pizza Bots Dream of Electric Guitars) je 15. díl 32. řady (celkem 699.) amerického animovaného seriálu Simpsonovi. Scénář napsal Michael Price a díl režírovala Jennifer Moellerová. Ve Spojených měl premiéru dne 14. března 2021 na stanici Fox Broadcasting Company a v Česku byl poprvé vysílán 3. května 2021 na stanici Prima Cool; od tohoto dílu jsou premiéroví Simpsonovi v Česku vysílání v jiném vysílacím čase.
Jako host v dílu účinkuje J. J. Abrams jako on sám a Greg Grunberg jako ostraha. Díl vypráví o Homerovi a kapele robotických zpěváků, o které chce J. J. Abrams natočit film. Byl přijat pozitivně a ve Spojených státech jej v premiéře sledovalo 1,43 milionu diváků.
Epizoda je věnována památce Davida Richardsona, což byl scenárista a producent Simpsonových, který zemřel 18. ledna 2021.

## Děj
Během retrospektivy na Homerovo dospívání chodí ve svých čtrnácti letech pracovat do Tingl tangl: Pizzarieté a pomáhá napravit zkrat pizzabota z animatronické kapely zpěvem hip-hopu. Diváci jsou nadšení, ale FBI pizzerii uzavře kvůli Homerovu šéfovi Gilu Gundersonovi, který využívá kapelu k obchodování s kokainem.
Zpátky v současnosti Marge na Homerovi vidí, že se s ním od vzpomínky na pizzaboty něco děje, hospodský Vočko Simpsonovy navštíví a souhlasí s Marge. Bart s Lízou se proto rozhodnou kapelu najít, nejprve tedy zajdou za Gilem. Gil najde seznam pizzabotů a jejich nových majitelů, které FBI prodala na aukci: Marge získá zpět Hip-hop Hrocha od profesora Frinka, Vočko získá Liščí Kočku od Melvina van Horna, Líze se podaří získat Krocana Dacana od Disca Stu a Bart s Lízou se pokusí získat Ječícího Jaka z Hermanova armyshopu.
Herman odhaluje, že právě prodal Ječícího Jaka producentovi J. J  Abramsovi, který plánuje natočit nový film Mission: Impossible. Líza s Bartem tedy zajdou do Produkčního studia J. J. Abramse a pokusí se Jaka ukrást, ale jsou chyceni ostrahou. Homer dorazí za nimi a je dojat, když opět vidí Jaka. Abrams přijde za ním a chápe jej. Jakmile Abrams vidí všechny čtyři pizzaboty pohromadě, naplánuje s nimi 9dílnou, a Homerovi tím způsobí stejné trauma, jako měl tehdy.
Homer se setká s Komiksákem, který mu poradí sepsat své stížnosti na internet, a Homer tráví měsíce sepisováním online stížností. Poté Abrams rozešle pozvánku na předpremiéru filmu Agenti pizzy ve Springfieldu. Homer vstoupí na pódium sálu a pokusí se Abramse zastavit, přijde za ním však děda Abe, kterého vyslala Marge. Děda se svěřuje, že to byl on, kdo Homerovi zničil dětství, když nevěřil v jeho sny. Oba se smiřují a Abrams překvapí Homera, že přeprogramoval pizzaboty na automaty pro výdej zmrzliny.
Během závěrečných titulků na konci dílu Komiksák odhaluje, že stvořil Trollí pětku, nejotravnější hrdiny světa.

## Produkce

### Vydání
Roku 2021 vydala stanice Fox Broadcasting Company devět propagačních obrázků k dílu.

### Původní znění
J. J. Abrams jako host daboval v původním znění sám sebe a Greg Grunberg účinkoval jako ostraha ve studiu Abramse.

### České znění
Režisérem českého znění byl Zdeněk Štěpán, díl přeložil Vojtěch Kostiha a úpravkyní dialogů Ladislava Štěpánová. Hlavní role nadabovali Vlastimil Zavřel, Martin Dejdar, Jiří Lábus a Ivana Korolová. České znění vyrobila společnost FTV Prima v roce 2021.

### Premiéra ve Spojených státech
Původně měl být díl vysílán již 7. března, ale vzhledem k odložení premiéry dílu Deník učitelky byl tento díl přeložen na 21. února 2021. Později byla premiéra přesunuta na 14. března a díl konkuroval předávání Cen Grammy.

### Premiéra v Česku
Všechny předchozí díly této řady byly v programu zařazeny od 20.15 na Primě Cool. Tento i následující díly byly posunuty na 19.45 a program Primy Cool byl celkově upraven. Po odvysílání Simpsonových již nebudou vysíláni Ajťáci a následně Partička jako doposud, ale Partička byla přesunuta na 20.15 následovaná novým pořadem Nečum na mě show.

## Přijetí

### Sledovanost
Ve Spojených státech díl v premiéře sledovalo 1,43 milionu diváků. Rating ve věkové skupině 18–49 let dosáhl při premiérovém vysílání hodnoty 0,5.

### Kritika
Tony Sokol, kritik Den of Geek, napsal: „Sní pizzaboti o elektrických kytarách? je zatím nejlepší díl této řady, jde o pokračování z repertoáru klasických dílu Simpsonových. Je očividné, že se vyrovná tomu nejlepšímu z klasiky. Je to tak příjemné, až mám pocit, jako by to bylo vyrobeno na míru přímo mně, stejně jako by to udělal J. J. Abrams,“ a ohodnotil díl 5 hvězdičkami z 5.